# Gran Premio de Suecia de Motociclismo de 1972
El Gran Premio de Suecia de Motociclismo de 1972 fue la undécima prueba de la temporada 1972 del Campeonato Mundial de Motociclismo. El Gran Premio se disputó el 22 y 23 de julio de 1972 en el Circuito de Anderstorp.

## Resultados 500cc
En la categoría reina, el italiano Giacomo Agostini se convirtió en el nuevo campeón de los 500cc, lo que supone su undécimo título mundial de su palmarés y el séptimo de forma consecutiva en esta cilindrada en concreto. El británico Rodney Gould terminó segundo y el sueco Bosse Granath, tercero.
| Pos.    | Piloto                 | Moto            | Tiempo       | Pts. |
| ------- | ---------------------- | --------------- | ------------ | ---- |
| 1       | Giacomo Agostini       | MV Agusta       | 1h 04' 19" 9 | 15   |
| 2       | Rodney Gould           | Yamaha          | +16" 6       | 12   |
| 3       | Bosse Granath          | Husqvarna       | +1' 38" 3    | 10   |
| 4       | Dave Simmonds          | Kawasaki        | +1 Vuelta    | 8    |
| 5       | Kim Newcombe           | König           | +1 Vuelta    | 6    |
| 6       | Sven-Olof Gunnarsson   | Kawasaki        | +1 Vuelta    | 5    |
| 7       | Bruno Kneubühler       | Yamaha          | +1 giro      | 4    |
| 8       | Chas Mortimer          | Yamaha          | +1 Vuelta    | 3    |
| 9       | Billie Nelson          | Yamaha          | +1 Vuelta    | 2    |
| 10      | Ulf Nilsson            | Suzuki          | +1 Vuelta    | 1    |
| 11      | Jerry Lancaster        | Suzuki          | +1 Vuelta    |      |
| 12      | Morgan Radberg         | Monark          | +2 Vueltas   |      |
| 13      | Agne Carlsson          | Yamaha          | +2 Vueltas   |      |
| 14      | Börje Andersson        | Honda           | +2 Vueltas   |      |
| 15      | Sture Wass             | Kawasaki        | +2 Vueltas   |      |
| 16      | Kaarlo Koivuniemi      | Kawasaki        | +2 Vueltas   |      |
| 17      | Claus Tarum            | Honda           | +3 Vueltas   |      |
| 18      | Kai Kuparinen          | Yamaha          | +3 Vueltas   |      |
| 19      | Lothar John            | Kawasaki        | +3 Vueltas   |      |
| 20      | Arne Andersson         | Suzuki          | +4 Vueltas   |      |
| Ret     | Steve Ellis            | Yamaha          | Ret          |      |
| Ret     | Paul Eickelberg        | König           | Ret          |      |
| Ret     | Charlie Dobson         | Kawasaki        | Ret          |      |
| Ret     | Keith Turner           | Suzuki          | Ret          |      |
| Ret     | Terry Denehy           | Honda           | Ret          |      |
| Ret     | Mike van Aken          | König           | Ret          |      |
| Ret     | Kari Lahtinen          | Yamaha          | Ret          |      |
| Ret     | Kurt-Harold Florin     | König           | Ret          |      |
| Ret     | Johnny Bengtsson       | Kawasaki        | Ret          |      |
| Ret     | Anders Sundberg        | Husqvarna-Proto | Ret          |      |
| Ret     | Eric Clark             | Seeley          | Ret          |      |
| Ret     | Jack Findlay           | Suzuki          | Ret          |      |
| Ret     | Claes-Göran Samuelsson | Suzuki          | Ret          |      |
| Ret     | Lars Pahlsson          | Suzuki          | Ret          |      |
| Ret     | Ted Janssen            | Suzuki          | Ret          |      |
| Ret     | Karl Auer              | Saknas          | Ret          |      |
| DNS     | Olav-Tore Digeners     | Suzuki          | DNS          |      |
| DNS     | Ari Heikkilä           | Sachs           | DNS          |      |
| DNS     | Thomas Husberg         | Norton          | DNS          |      |
| Fuente: |                        |                 |              |      |

## Resultados 350cc
En la carrera de 350 cc, el italiano Giacomo Agostini consigue la quinta victoria de la temporada con la que se proclama campeón del mundo de la categoría. Su compañero de MV Agusta, el británico Phil Read solo pudo ser segundo a más de medio minuto del campeón trasalpino.
| Pos. | Piloto               | Moto         | Tiempo       | Pts. |  |
| ---- | -------------------- | ------------ | ------------ | ---- |  |
| 1    | Giacomo Agostini     | MV Agusta    | 1h 01' 49" 8 | 15   |  |
| 2    | Phil Read            | MV Agusta    | +36" 81      | 12   |  |
| 3    | Jarno Saarinen       | Yamaha       |              | 10   |  |
| 4    | Renzo Pasolini       | Aermacchi    |              | 8    |  |
| 5    | Dieter Braun         | Yamaha       |              | 6    |  |
| 6    | Jack Findlay         | Yamaha       |              | 5    |  |
| 7    | János Drapál         | Yamaha       |              | 4    |  |
| 8    | Bosse Granath        | Yamaha       | 1 Vuelta     | 3    |  |
| 9    | Bruno Kneubühler     | Yamaha       | 1 Vuelta     | 2    |  |
| 10   | Ken Redfern          | Yamsel       | 1 Vuelta     | 1    |  |
| 11   | John Dodds           | Yamaha       | 1 Vuelta     |      |  |
| 12   | Eduardo Celso-Santos | Yamaha       | 1 Vuelta     |      |  |
| 13   | Kurt-Ivan Carlsson   | Yamaha       | 1 Vuelta     |      |  |
| 14   | Pentti Korhonen      | Yamaha       | 1 Vuelta     |      |  |
| 15   | Olivier Chevallier   | Yamaha       | 1 Vuelta     |      |  |
| 16   | Roland Nilsson       | Yamaha TR2   | 1 Vuelta     |      |  |
| 17   | Lars Pahlsson        | Yamaha TR2   | 1 Vuelta     |      |  |
| 18   | Kari Lahtinen        | Yamaha TR2   | 1 Vuelta     |      |  |
| 19   | Bosse Brolin         | Yamaha TR2   | 1 Vuelta     |      |  |
| 20   | Leif Johansson       | Yamaha TR2   | 1 Vuelta     |      |  |
| 21   | Tapani Peltonen      | Yamaha TR2   | 1 Vuelta     |      |  |
| 22   | Hannu Kuparinen      | Yamaha TR3   | 1 Vuelta     |      |  |
| Ret  | Teuvo Länsivuori     | Yamaha TR3   | Ret          |      |  |
| Ret  | Billie Nelson        | Yamaha TR2   | Ret          |      |  |
| Ret  | Barry Sheene         | Yamaha       | Ret          |      |  |
| Ret  | Rémy Hirschy         | Yamsel       | Ret          |      |  |
| Ret  | Kim Newcombe         | König        | Ret          |      |  |
| Ret  | John Williams        | Yamaha       | Ret          |      |  |
| Ret  | Børge Nielsen        | Yamaha       | Ret          |      |  |
| Ret  | Lars Skjelfoss       | Yamaha TR2   | Ret          |      |  |
| Ret  | Sten-Gunnar Jansson  | Yamaha TR2   | Ret          |      |  |
| Ret  | Werner Pfirter       | Yamaha TR3   | Ret          |      |  |
| Ret  | Silvio Grassetti     | MZ           | Ret          |      |  |
| Ret  | Kai Kuparinen        | Yamaha TR2 B | Ret          |      |  |
| Ret  | Jerry Lancaster      | Yamaha       | Ret          |      |  |
| DNS  | Sven-Olov Gunnarsson | Yamaha       | DNS          |      |  |
| DNS  | Franz Kroon          | Yamaha TR3   | DNS          |      |  |
| DNS  | Morgan Radberg       | Yamaha TR2 B | DNS          |      |  |
| DNS  | Alf Carlsson         | Yamaha TR2   | DNS          |      |  |
| DNS  | Kent Emanuelsson     | Yamaha       | DNS          |      |  |
| DNQ  | Ted Jansen           | Suzuki       | DNQ          |      |  |

## Resultados 250cc
En el cuarto de litro, el británico ˞Rodney Gould gana la partida al líder de la clasificación Jarno Saarinen y gana este Gran Premio. De esta manera, Gould se acerca en la clasificación y se coloca a tan solo seis puntos de Saarinen a falta de dos carreras por disputarse.
| Pos. | Piloto               | Moto      | Tiempo     | Pts. |
| ---- | -------------------- | --------- | ---------- | ---- |
| 1    | Rodney Gould         | Yamaha    | 55' 21" 7  | 15   |
| 2    | Jarno Saarinen       | Yamaha    | +29" 2     | 12   |
| 3    | Renzo Pasolini       | Aermacchi | +1’07’’250 | 10   |
| 4    | Kent Andersson       | Yamaha    | +1'22"410  | 8    |
| 5    | Teuvo Länsivuori     | Yamaha    | +1'37"830  | 6    |
| 6    | Tapio Virtanen       | Yamaha    | +1’52"810  | 5    |
| 7    | Rémy Hirschy         | Yamaha    | 1 Vuelta   | 4    |
| 8    | John Dodds           | Yamaha    | 1 Vuelta   | 3    |
| 9    | Silvio Grassetti     | MZ        | 1 Vuelta   | 2    |
| 10   | Börje Jansson        | Yamaha    | 1 Vuelta   | 1    |
| 11   | Leif Gustafsson      | Yamaha    | 1 Vuelta   |      |
| 12   | Gunther Fischer      | Yamaha    | 1 Vuelta   |      |
| 13   | Rustan Corneliusson  | Yamaha    | 1 Vuelta   |      |
| 14   | Per-Arne Sandh       | Yamaha    | 1 Vuelta   |      |
| 15   | Karl Auer            | Yamaha    | 1 Vuelta   |      |
| 16   | Eduardo Celso-Santos | Yamaha    | 1 Vuelta   |      |
| 17   | Olivier Chevallier   | Yamaha    | 2 Vueltas  |      |
| 18   | Roland Olsson        | Yamaha    | 2 Vueltas  |      |
| 19   | Charlie Dobson       | Yamaha    | 2 Vueltas  |      |
| 20   | Kent Emanuelsson     | Yamaha    | 2 Vueltas  |      |
| 21   | Paul-Erik Guldager   | Yamaha    |            |      |
| Ret  | Dieter Braun         | Maico     | Ret        |      |
| Ret  | Chas Mortimer        | Yamaha    | Ret        |      |
| Ret  | Børge Nielsen        | Yamaha    | Ret        |      |
| Ret  | Barry Sheene         | Yamaha    | Ret        |      |
| Ret  | János Drapál         | Yamaha    | Ret        |      |
| Ret  | Seppo Kangasniemi    | Yamaha    | Ret        |      |
| Ret  | Oronzo Memola        | Yamaha    | Ret        |      |
| Ret  | Roland Nilsson       | Yamaha    | Ret        |      |
| Ret  | Ingemar Larsson      | Yamaha    | Ret        |      |
| Ret  | Johnny Bergtsson     | Yamaha    | Ret        |      |
| Ret  | Lars Skjelfoss       | Yamaha    | Ret        |      |
| Ret  | Keith Turner         | Saknas    | Ret        |      |
| Ret  | Björn Carlsson       | Yamaha    | Ret        |      |
| DNQ  | Harry Viiala         | Yamaha    | Ret        |      |
| DNQ  | Leif Inge Svensson   | Yamaha    | DNQ        |      |
| DNQ  | Jan-Åke Andersson    | Yamaha    | DNQ        |      |
| DNQ  | Anders Nilsson       | Yamaha    | DNQ        |      |
| DNQ  | Göran Alden          | Kawasaki  | DNQ        |      |
| DNQ  | Håkan Svensson       | Yamaha    | DNQ        |      |

## Resultados 125cc
En la categoría del octavo de litro, el español Ángel Nieto da un paso de gigante para adjudicarse el título de 125cc. El zamorano tuvo una frenética lucha con Kent Andersson, que corría ante su público. Al final, Nieto se adjudicó la victoria con tan solo 28 centésimas de ventaja sobre el sueco.
| Pos. | Piloto             | Moto        | Tiempo     | Pts. |
| ---- | ------------------ | ----------- | ---------- | ---- |
| 1    | Ángel Nieto        | Derbi       | 45' 59" 69 | 15   |
| 2    | Kent Andersson     | Yamaha      | +0" 28     | 12   |
| 3    | Chas Mortimer      | Yamaha      | +53" 13    | 10   |
| 4    | Börje Jansson      | Maico       | +56" 80    | 8    |
| 5    | Jos Schurgers      | Bridgestone | +1 Vuelta  | 6    |
| 6    | Matti Salonen      | Yamaha      | +1 Vuelta  | 5    |
| 7    | Bernd Köhler       | MZ          | +1 Vuelta  | 4    |
| 8    | Pentti Salonen     | Yamaha      | +1 Vuelta  | 3    |
| 9    | Lothar John        | Yamaha      | +1 Vuelta  | 2    |
| 10   | Ryszard Mankiewicz | MZ          | +1 Vuelta  | 1    |
| 11   | Hans Hallberg      | Yamaha      | 2 Vueltas  |      |
| 12   | Leif Smedh         | Maico       | 2 Vueltas  |      |
| 13   | Hans-Jürgen Hummel | Rotax       | 2 Vueltas  |      |
| 14   | Tapani Peltonen    | Yamaha      | 2 Vueltas  |      |
| 15   | Goran Alden        | Maico       | 3 Vueltas  |      |
| 16   | Günter Fischer     | Maico       |            |      |
| Ret  | Dave Simmonds      | Kawasaki    | Ret        |      |
| Ret  | Roland Olsson      | Yamaha      | Ret        |      |
| Ret  | Seppo Kangasniemi  | MZ          | Ret        |      |
| Ret  | Harald Bartol      | Suzuki      | Ret        |      |
| Ret  | Gert Bender        | Maico       | Ret        |      |
| Ret  | Jürgen Lenk        | MZ          | Ret        |      |
| Ret  | Dieter Braun       | Maico       | Ret        |      |
| Ret  | Leif Rosell        | Maico       | Ret        |      |
| Ret  | Thomas Heuschkel   | MZ          | Ret        |      |
| Ret  | Jan Huberts        | MZ          | Ret        |      |
| Ret  | Oronzo Memola      | Yamaha      | Ret        |      |
| Ret  | Paul Eickelberg    | Maico       | Ret        |      |
| Ret  | Roland Nilsson     | Yamaha      | Ret        |      |
| Ret  | Agne Carlsson      | Maico       | Ret        |      |
| Ret  | Kurt Andersson     | Maico       | Ret        |      |
| Ret  | Jan-Inge Persson   | HM-Maico    | Ret        |      |
| Ret  | Bengt Bohm         | Maico       | Ret        |      |
| Ret  | Lennart Lundgren   | Maico       | Ret        |      |
| Ret  | Leif Krigh         | Maico       | Ret        |      |
| Ret  | Bjorn Carlsson     | Maico       | Ret        |      |
| DNQ  | Gøsta Jensen       | Saknas      | DNQ        |      |
| DNQ  | Jukka Monto        | Yamaha      | DNQ        |      |
| DNQ  | Bengt Lindqvist    | Bultaco     | DNQ        |      |
| DNQ  | Börge Jansson      | Yamaha AS3  | DNQ        |      |
| DNQ  | Jørgen Nielsen     | Maico RS    | DNQ        |      |

## Resultados 50cc
El español Ángel Nieto no pudo coronarse como campeón del mundo y tendrá que esperar al siguiente Gran Premio. El campeón español cayó a cuatro vueltas para el final cuando iba primero e intentaba despegarse de su rival, el holandés Jan de Vries, que fue el que se llevó el triunfo en este Gran Premio.
| Pos. | Piloto               | Moto     | Tiempo     | Pts. |
| ---- | -------------------- | -------- | ---------- | ---- |
| 1    | Jan de Vries         | Kreidler | 30' 36" 94 | 15   |
| 2    | Theo Timmer          | Jamathi  | +1' 29" 71 | 12   |
| 3    | Juan Parés           | Derbi    | +1' 53" 23 | 10   |
| 4    | Jan Bruins           | Kreidler | +1' 53" 92 | 8    |
| 5    | Teunis Ramaker       | Jamathi  | +1' 54" 59 | 6    |
| 6    | Lars Persson         | Monark   | +1 Vuelta  | 5    |
| 7    | Leif Rosell          | Jamathi  | +1 Vuelta  | 4    |
| 8    | Jan Huberts          | Kreidler | +1 Vuelta  | 3    |
| 9    | Hans-Jürgen Hummel   | Kreidler | +1 Vuelta  | 2    |
| 10   | Henk van Kessel      | Kreidler | +1 Vuelta  | 1    |
| 11   | Bengt Lindqvist      | Tomos    | +1 Vuelta  |      |
| 12   | Robert Lavér         | Maico    | +1 Vuelta  |      |
| 13   | Herman Meijer        | Hemyla   | +1 Vuelta  |      |
| 14   | Leif Andrén          | Kreidler | +1 Vuelta  |      |
| 15   | Ingemar Larsson      | Maico    | +2 Vueltas |      |
| 16   | Nils-Göran Wickström | Tomos    | +2 Vueltas |      |
| 17   | Anders Sundberg      | Kreidler | 2 Vueltas  |      |
| 18   | Nils Ström           | Maico    | 2 Vueltas  |      |
| 19   | Christer Axelsson    | Honda    | 2 Vueltas  |      |
| 20   | Ove Skifjeld         | Kreidler | 2 Vueltas  |      |
| 21   | Bengt Bohm           | Tomos    | 3 Vueltas  |      |
| 22   | Kent Nilsson         | Maico    | 3 Vueltas  |      |
| Ret  | Ángel Nieto          | Derbi    | Ret        |      |
| Ret  | Rudolf Kunz          | Kreidler | Ret        |      |
| Ret  | Harald Bartol        | Kreidler | Ret        |      |
| Ret  | Håkan Johansson      | Kreidler | Ret        |      |
| Ret  | Lars Nilsson         | Kreidler | Ret        |      |
| Ret  | Lennart Lundgren     | Kreidler | Ret        |      |
| Ret  | Norbert Peschke      | Kreidler | Ret        |      |
| Ret  | Jos Schurgers        | Kreidler | Ret        |      |
| Ret  | Leif Gustafsson      | Delta    | Ret        |      |
| DNS  | Kurt-Ivan Carlsson   | Monark   | DNS        |      |
| DNS  | Göran Aldén          | Garelli  | DNS        |      |
| DNS  | Benjamín Grau        | Derbi    | DNS        |      |